# Pituffik
Pituffik était, avant la construction de la base aérienne de Thulé par les États-Unis en 1951, un village de chasseurs Groenlandais Inuits. En 1953, tous les habitants de Pituffik, les Dundas, ont été déplacés vers le nord, dans le village de Qaanaaq, aussi appelé le « Nouveau Thulé ».
La base aérienne de Thulé n'est pas une municipalité mais une enclave du Groenland.
En janvier 2005, 235 habitants ont été recensés.